# Congrès général du peuple (Yémen)
Pour les articles homonymes, voir Congrès général du peuple.
Le Congrès général du peuple (en arabe : المؤتمر الشعبي العام) est un parti politique yéménite fondé en 1982 par Ali Abdallah Saleh. Il est au pouvoir au Yémen du Nord de 1982 à 1990 et au Yémen unifié à partir de 1990.
Le parti possède également une branche armée, active particulièrement lors de la bataille de Sanaa, au cours de laquelle son chef Ali Abdallah Saleh et son secrétaire général Arif al-Zouka sont tués par leurs anciens alliés houthis.
Le CGP est actuellement divisé en trois factions : l'une sous tutelle saoudienne présidée par Abdrabbo Mansour Hadi, une autre du clan Saleh proche des Émirats arabes unis, et une alliée aux Houthis.

## Histoire

### République arabe du Yémen
Fondé en 1982 pour faire office de parti unique, il dirigea la République arabe du Yémen (communément appelé Yémen du Nord), présidée par Ali Abdallah Saleh jusqu'en 1990, alors que le Parti socialiste yéménite dirigea la République démocratique populaire du Yémen (communément appelé Yémen du Sud), régime d'obédience marxiste, de 1967 à 1990, présidée par Ali Salim al-Beidh. Saleh en est le secrétaire général.

### République du Yémen
Il devient le parti majoritaire du pays à la suite de l'unification des deux États le 22 mai 1990. En 1995, la structure du parti est réorganisée et Ali Abdallah Saleh, précédemment secrétaire général, devient le président du parti.
Lors des dernières élections législatives, le 27 avril 2003, le parti a remporté 59 % des suffrages et 238 des 301 sièges de la Chambre des députés du Yémen. Arif al-Zouka est le secrétaire général du parti de novembre 2014 à son assassinat par les Houthis en décembre 2017. Ahmed ben Dagher est le vice-président du parti. Ils avaient succédé à Abdrabbo Mansour Hadi en 2014.
Le 21 octobre 2015, réunie à Riyad, une partie du bureau politique du CGP, dont le vice-président ben Dagher qui venait de faire défection et avait rejoint le gouvernement yéménite en exil, limoge Ali Abdallah Saleh de son poste de président et nomme Hadi à sa place.
Début 2017, les Houthis infiltrent le Congrès général du peuple.
Le 4 décembre 2017, lors de la bataille de Sanaa, au cours de la guerre civile yéménite, Ali Abdallah Saleh est tué par les Houthis, avec qui il vient de rompre son alliance contre le gouvernement du président Abdrabbo Mansour Hadi, soutenu par la coalition internationale menée par l'Arabie saoudite. Arif al-Zouka, le secrétaire général du parti, est également tué dans l'attaque du convoi,.
Le 13 décembre 2017, les dirigeants du parti, Qassem al-Kassadi et Akram Attia, vice-président de la Chambre des députés et vice-Premier ministre dans le gouvernement dissident de ben Habtour, fuient vers les zones loyalistes.
Le 7 janvier 2018, Sadeq Amin Abou Rass, membre du Conseil politique suprême, devient président du parti.
Parlant sous couvert d'anonymat, un dirigeant du parti, se décrivant comme un fidèle de Saleh et affirmant ne pas avoir souhaité une telle fin pour celui-ci, affirme en janvier 2018, que des membres du parti, dont il fait partie, avaient décidé de se rallier aux Houthis, qu'ils considèrent comme une force puissante sur le terrain, pour éviter de subir le même sort que Saleh lui-même et garantir ainsi leur sécurité et celle de leurs familles. Mohammed al-Dalaïmi, un analyste yéménite membre des Houthis, affirme que son groupe est prêt à continuer à accepter le soutien de ces membres du congrès, arguant que Saleh avait demandé à ses troupes d'aller au combat pour obtenir des fonds de la part des saoudiens, et que la plupart de ces troupes combattent désormais la coalition aux côtés des Houthis.
Le 25 mars 2018, une faction du parti a confirmé Hadi dans ses fonctions à la tête de celui-ci.
Enfin, une faction du parti, fidèle à Ahmed Ali Abdallah Saleh, fils de l'ancien président, a également émergé.

## Direction

### Liste des présidents
- Ali Abdallah Saleh : 1995-2017 (à la tête du parti en tant que secrétaire général dès 1982).
- Abdrabbo Mansour Hadi : depuis 2015.
- Sadeq Amin Abou Rass : depuis 2018.

### Liste des vice-présidents
- Abdrabbo Mansour Hadi : 2009-2014.
- Ahmed ben Dagher : depuis 2014.
- Sadeq Amin Abou Rass : 2015-2018.

### Liste des secrétaires généraux
- Ali Abdallah Saleh : 1982-1995.
- Abdel Karim al-Iryani : 1995-2005.
- Abdel Kader Bajamal : 2005-2007.
- Abdrabbo Mansour Hadi : 2007-2014.
- Arif al-Zouka : 2014-2017.
- Sultan al-Burkani : actuellement[13]